# گاو شیری

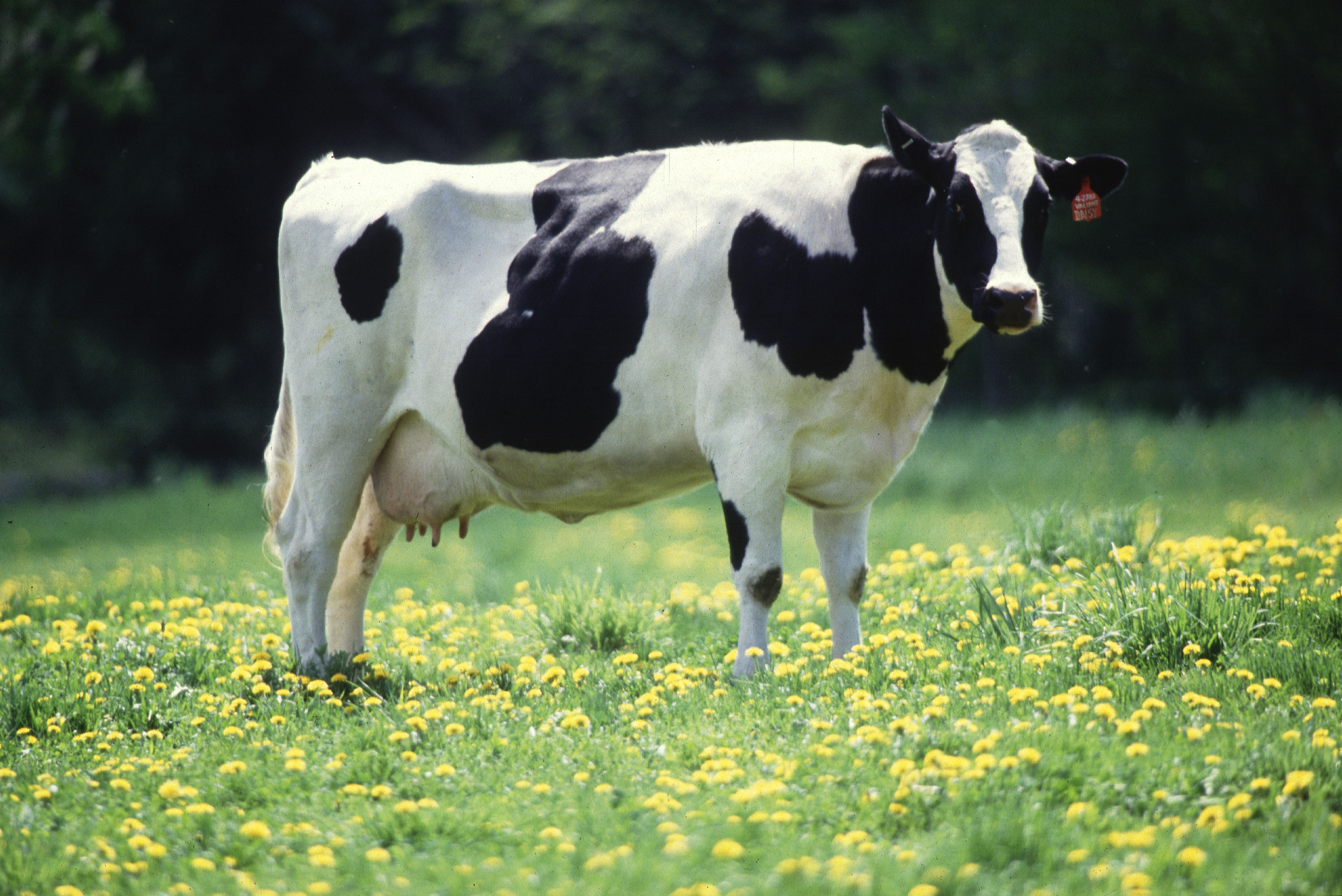
یک گاو شیری از نژاد هلشتاین-فریزن

گاو شیری ماده گاوی است که با شیردهی بسیار برای تولید فراورده‌های لبنی پرورش می‌دهند، در مقابل برخی گاوها که گاو گوشتی هستند.
نگهداری از گاوها در دو حالت رواج دارد، یک روش نگهداری گاوها برای تهیه شیر و روش دیگر نگهداری گاو برای تأمین گوشت قرمز است.

## انواع نژاد

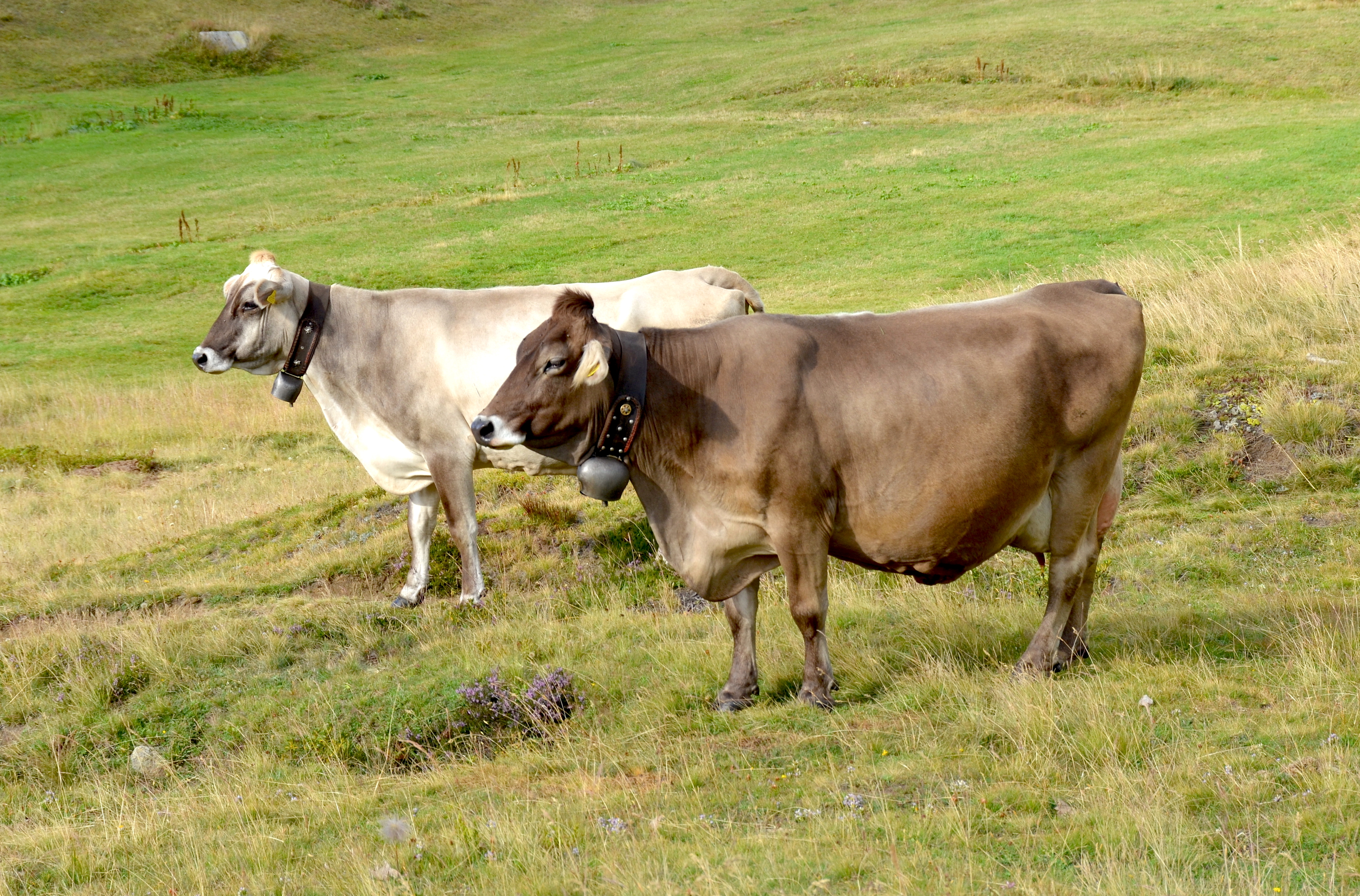
دو گاو شیری

نژادهای شیری شامل: ایرشایر، جرزی، گرنزی، براون سوئیس، کری، شورت هورن، سمینتال، مونت بلیارد، هلشتاین-فریزن، فریزن هلندی، فریژن انگلیسی و فریزن سفید و قرمز.
تقریباً ۸۵ درصد گاوهای ایران، هلشتاین-فریزن می‌باشد. در پژوهشی در شمال ایران، مشاهده شد نژاد سیمنتال کمتر از نژاد هولشتاین دچار عارضه‌های دندانی می‌شود.

## تولید مثل
گاو، پستانداری است بدون تغییر فصلی تولید مثلی، یعنی در کل سال توانایی انجام زاد و ولد را دارد. طول حاملگی این جانور نه ماه و نیم بوده و بیشتر تک‌قلوزا است، اگر چه دوقلوزایی و چندقلوزایی نیز گاه دیده می‌شود. احتمال دوقلوزایی در گاو یک تا دو درصد است.
گوساله ماده پس از رسیدن به سن بلوغ جنسی که از ده ماهگی به بعد است، به‌طور میانگین هر ۲۱ روز یکبار فحل می‌آید و آماده پذیرش دام نر می‌شود.
نخستین تلقیح مصنوعی در این گاوها بعد از یک سالگی اتفاق می‌افتد. دوران حاملگی ۹ ماه طول می‌کشد و گاو شیرده در حدود دو سالگی نخستین فرزند خود را بزاید.

## شیر دهی
معمولاً گاوهای شیرده را در مزارع و گاوداری‌های خاصی نگهداری می‌کنند که ویژه تولید شیر است. بیشتر گاوها روزانه دوبار دوشیده می‌شوند که ممکن است شیر دوشیده شده در همان‌جا فرآوری شده و تبدیل به محصولات لبنی شود یا برای فراوری به کارخانجات مخصوص اینکار فرستاده شود. برای اینکه گاوهای شیرده بتوانند به شیردهی خود ادامه دهند باید سالانه یک گوساله به دنیا بیاورند. اگر گوساله به دنیا آمده نر باشد معمولاً در سن جوانی ذبح می‌شود تا از آن گوشت تولید گردد. گاوهای شیرده تا سه هفته پیش از زایمان به تولید شیر ادامه می‌دهند. در طول نیم سدهٔ اخیر تولید شیر به شدت افزایش یافته‌است تا بتوان پاسخگوی نیاز جامعه به محصولات لبنی بود. گاوهای هلشتاین در بریتانیا به‌طور متوسط روزانه ۲۲ لیتر شیر می‌دهند. معمولاً برای شیردوشی از گاوهای شیرده از گاودوش برقی یا دستی استفاده می‌شود.